# Electro-Harmonix

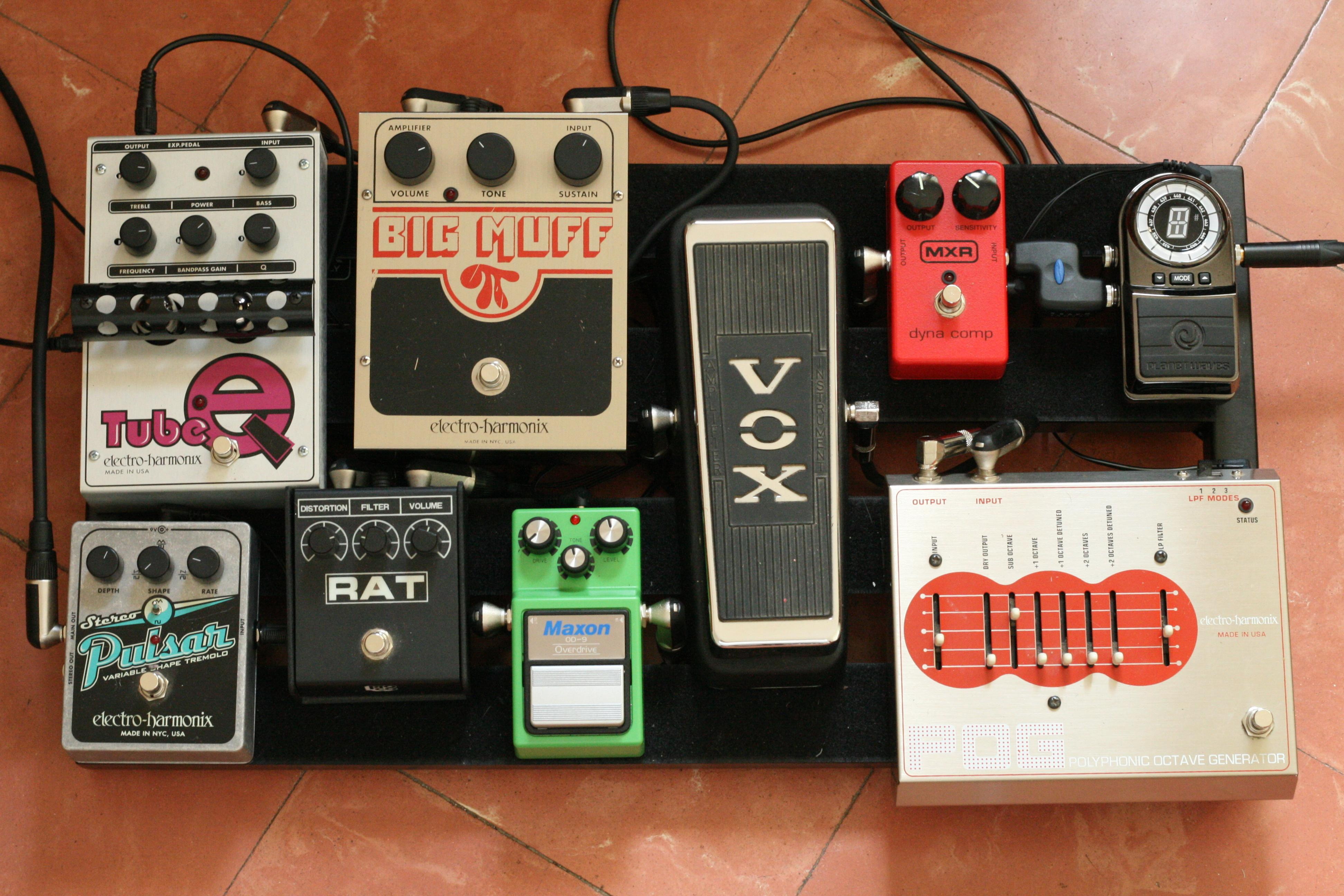
Ett pedalbord bestående av flera EHX-pedaler, inklusive en Big Muff, POG (polyfonisk oktavgenerator), en Stereo Pulsar tremolo och en Tube EQ.

Electro-Harmonix är ett New York- baserat företag som tillverkar bland annat effektpedaler och säljer elektronrör. Företaget grundades av Mike Matthews 1968. Det är mest känt för just effektpedaler som introducerades på 1970- och 1990-talet. Electro-Harmonix tillverkade även en serie gitarrer under 1970-talet.
Under mitten av 1970-talet etablerade Electro-Harmonix sig som en pionjär och ledande tillverkare av gitarreffektpedaler. Electro-Harmonix var det första företaget som introducerade, tillverkade och marknadsförde toppmoderna "stompboxar" för gitarrist och basister, till exempel den första stompbox- flanger (Electric Mistress), det första analoga ekot / delaypedalen utan rörliga delar (Memory Man), den första gitarrsynthesizern i pedalform (Micro Synthesizer) och den första rörförstärkarsimulatorn (Hot Tubes). 1980 designade och marknadsförde Electro-Harmonix också en av de första digitala delaypedalerna (16-Second Digital Delay).